# Anamari Velenšek
Anamari Klementina Velenšek, slovenska judoistka, * 15. maj 1991, Celje.
Velenškova je za Slovenijo nastopila na Poletnih olimpijskih igrah 2012 v Londonu.
Svoj največji dosežek v karieri je dosegla na poletnih olimpijskih igrah v Riu de Janeiru leta 2016, ko je v kategoriji do 78 kg osvojila bronasto olimpijsko medaljo. To je dosegla navkljub poškodovanemu kolenu. Leta 2025 je na izredni podelitvi prejela Bloudkovo nagrado po novem zakonu za nazaj.